# Henk Veeningen
Henk Veeningen (17 december 1941 - 5 januari 2012) was een Nederlandse bouwer en restaurateur van draaiorgels. Hij had een orgelbouw- en restauratiebedrijf in De Wijk (Drenthe) en opende daarnaast in 1996 een eigen (particulier) draaiorgelmuseum. Ook was hij de eerste (en tot zijn overlijden enige) officieel beëdigde/erkende Nederlandse taxateur van draaiorgels.

## Biografie
Veeningen was de oudste zoon van een Drentse boerenfamilie en was derhalve voorbestemd om de ouderlijke boerderij over te nemen. Zijn belangstelling voor draaiorgels was echter groter. Naast de werkzaamheden op de boerderij begon hij in de jaren zestig aan orgels te werken, te beginnen met een 57-toets Gavioliorgel, De Adelaar uit 1895. Hij kocht dit in zeer verwaarloosde staat bij een autosloperij en bracht het zoveel mogelijk terug in de oorspronkelijke staat. Dit was het begin van het bedrijf. Het ambacht leerde hij van de gerenommeerde orgelbouwer Louis van Deventer te Brummen, die naarmate hij ouder werd steeds meer klanten aan Veeningen overdroeg. Na enkele jaren te hebben gewerkt in een schuurtje bij de boerderij in Balkbrug werd in 1977 een nieuw bedrijfspand betrokken in De Wijk.
Veeningen werkte aanvankelijk vooral voor kermisexploitanten die een orgel gebruikten in hun attractie, (particuliere) stichtingen die een orgel exploiteerden, pretparken als de Efteling, het Nederlands Openluchtmuseum, het Stedelijk Museum in Amsterdam en het toenmalige ministerie van Landbouw, dat over een eigen orgel beschikte ter promotie van Nederlandse agrarische producten in het buitenland. In de jaren tachtig nam het gebruik van orgels in Nederland verder af (vooral op kermissen), maar werd Japan een belangrijke afzetmarkt voor de Hollandse draaiorgels. In de jaren tachtig en negentig kregen tientallen nieuwe orgels van Veeningen een plek gekregen in Japanse musea, pretparken, restaurants en particuliere verzamelingen.